# Чарлс Сити (Ајова)
Чарлс Сити (енгл. Charles City) град је у америчкој савезној држави Ајова. По попису становништва из 2010. у њему је живело 7.652 становника.

## Демографија
Према попису становништва из 2010. у граду је живело 7.652 становника, што је -160 (-2.0%) становника више него 2000. године.
| Група             | 2000.         | 2010.         |
| Белци             | 7.492 (95,9%) | 6.994 (91,4%) |
| Афроамериканци    | 34 (0,4%)     | 191 (2,5%)    |
| Азијати           | 51 (0,7%)     | 195 (2,5%)    |
| Хиспаноамериканци | 166 (2,1%)    | 201 (2,6%)    |
| Укупно            | 7.812         | 7.652         |